# Gustaf Carl von Schreiterfelt
Gustaf Carl von Schreiterfelt, född omkring 1660 i Livland, död 1711 i Livland, var en svensk militär.
Gustaf Carl von Schreiterfelt blev officer 1687, löjtnant vid Livländska adelsfanan 1697, major vid d'Albedyhls dragonregemente 1700 och överstelöjtnant 1701. Han var överste och chef för Livländska dragonregementet (tidigare d'Albedyhls) 1704–1710. von Schreiterfelt tillfångatogs 1710 men blev frigiven kort efteråt.